# 78e régiment d'infanterie « duc Frédéric-Guillaume de Brunswick » (régiment d'infanterie frison-oriental)
Pour les articles homonymes, voir 78e régiment.
Le 78e régiment d'infanterie « duc Frédéric-Guillaume de Brunswick » (régiment d'infanterie frison-oriental) est une unité d'infanterie de l'armée prussienne.

## Histoire

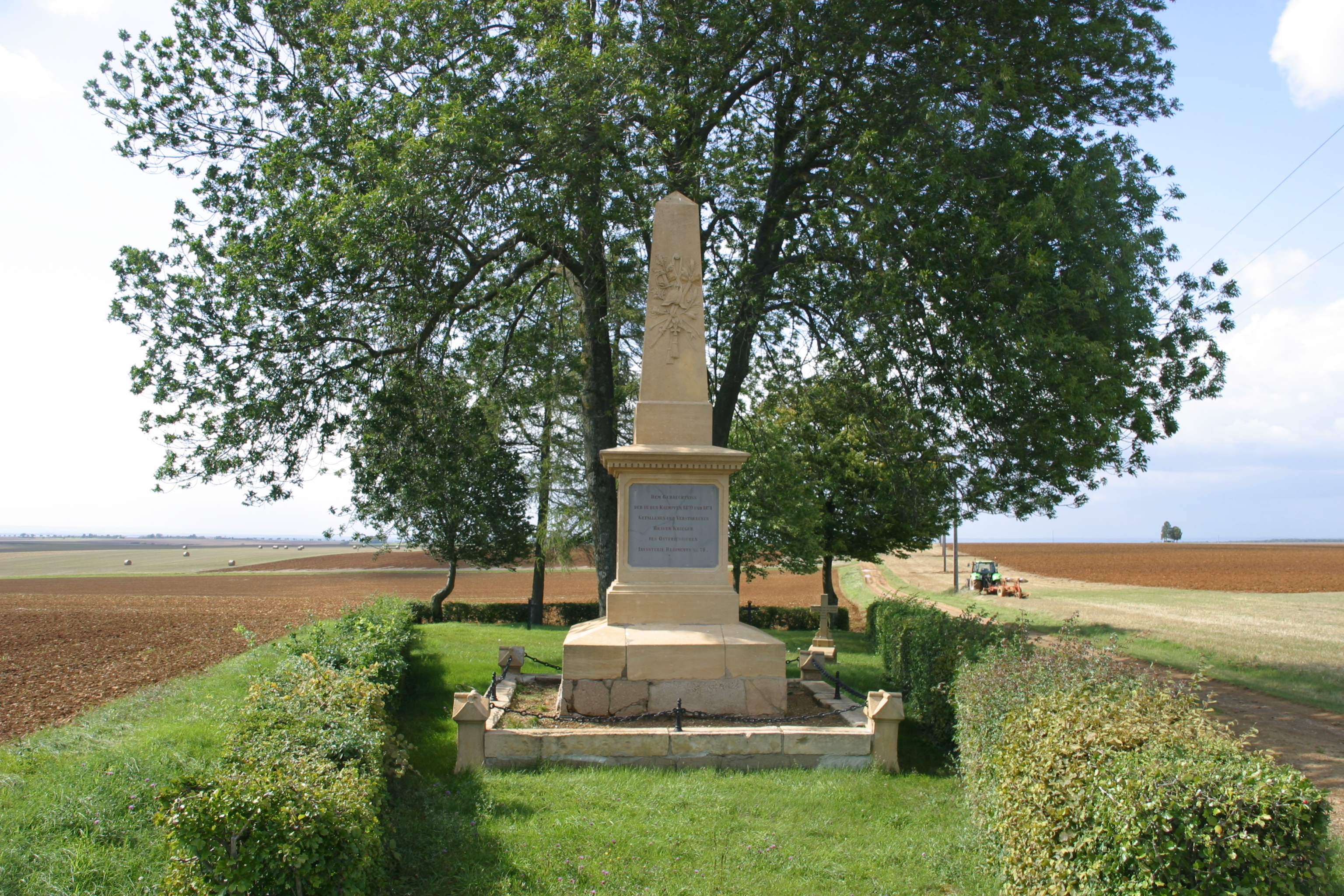
Pierre commémorative près de Vionville pour ceux qui sont tombés en 1870/71

Le régiment est constitué le 30 octobre 1866 à partir des 3e, 13e et 15e compagnies du 20e régiment d'infanterie et des 13e, 14e et 15e compagnies des 24e, 60e (de) et 64e régiments d'infanterie dans le Brandebourg. L'état-major du régiment, le 1er et le 2e bataillons sont stationnés à Emden, le 3e bataillon stationné à Aurich. Le 7 novembre 1867, le régiment reçut la dénomination de "78e régiment d'infanterie frison-oriental".
Le régiment participe à la guerre contre la France en 1870/71 aux batailles de Mars-la-Tour, Saint-Privat, Beaune-la-Rolande, Beaugency et Le Mans et au siège de Metz.
Sur le site d'Osnabrück, le 4e bataillon est constitué le 2 janvier 1893. Ce bataillon est transféré le 1er avril 1897 au 164e régiment d'infanterie nouvellement créé.
Le 24 janvier 1899, un ordre du cabinet suprême stipule que le régiment ne fait qu'un avec l'ancien "6e régiment d'infanterie royal hanovrien". Ainsi, le 30 novembre 1813 est désormais considéré comme la date de création initiale du 78e régiment d'infanterie.
Lors de la fête de l'ordre le 24 janvier 1899, le régiment reçut le brassard de casque "Waterloo". Le 27 janvier 1889, le régiment reçut le nom honorifique de "78e régiment d'infanterie « duc Frédéric-Guillaume de Brunswick » (régiment d'infanterie frison-oriental)" en souvenir du "Duc Noir".
Du 15 au 17 août 1913, la "fête du centenaire" a lieu à Osnabrück.

### Première Guerre mondiale
Au début de la Première Guerre mondiale, le régiment se mobilise le 2 août 1914 et entre en campagne avec la 37e brigade d'infanterie dans le cadre de la 19e division d'infanterie. Au cours de la guerre, il est engagé à plusieurs reprises aux côtés du 74e régiment d'infanterie (de), notamment au Chemin des Dames en hiver 1915/16; à l'automne 1916 au Stochid, à la bataille de l'Aisne et 1917 à Beaumont-en-Verdunois.

### Après-guerre
Après la fin de la guerre, les restes du régiment sont retournés à Osnabrück, où la démobilisation et la dissolution ont lieu à partir du 1er janvier 1919. Dès la mi-décembre 1918, des éléments ont rejoint le bataillon de volontaires de Reichenbach, avec lequel ils sont engagés à Berlin et dans les gardes-frontières en Haute-Silésie.
Dans la Reichswehr, la tradition est reprise par décret du chef du commandement général de l'armée de l'infanterie Hans von Seeckt, en date du 24 août 1921, par la 14e compagnie du 16e régiment d'infanterie à Oldenbourg.

## Chef du régiment

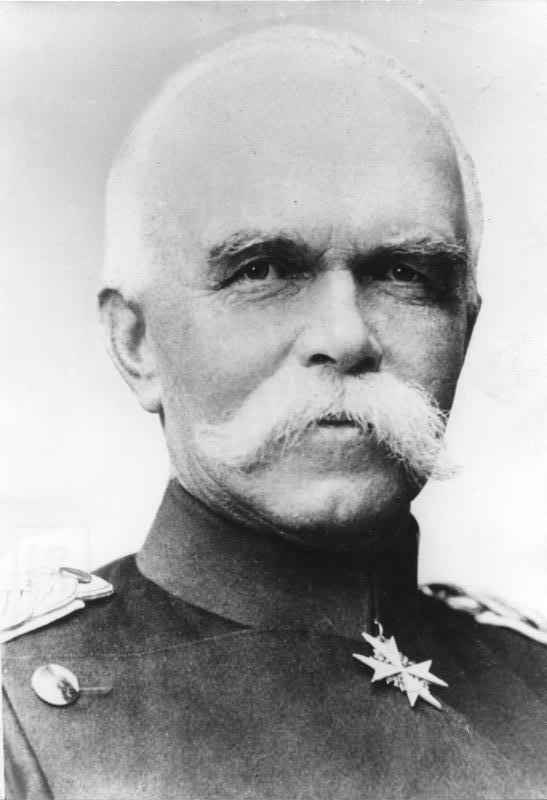
Leo comte von Caprivi, 1880

Le premier et unique chef du régiment est, depuis le 21 septembre 1889, le général de l'infanterie et plus tard chancelier Leo von Caprivi.

## Commandants

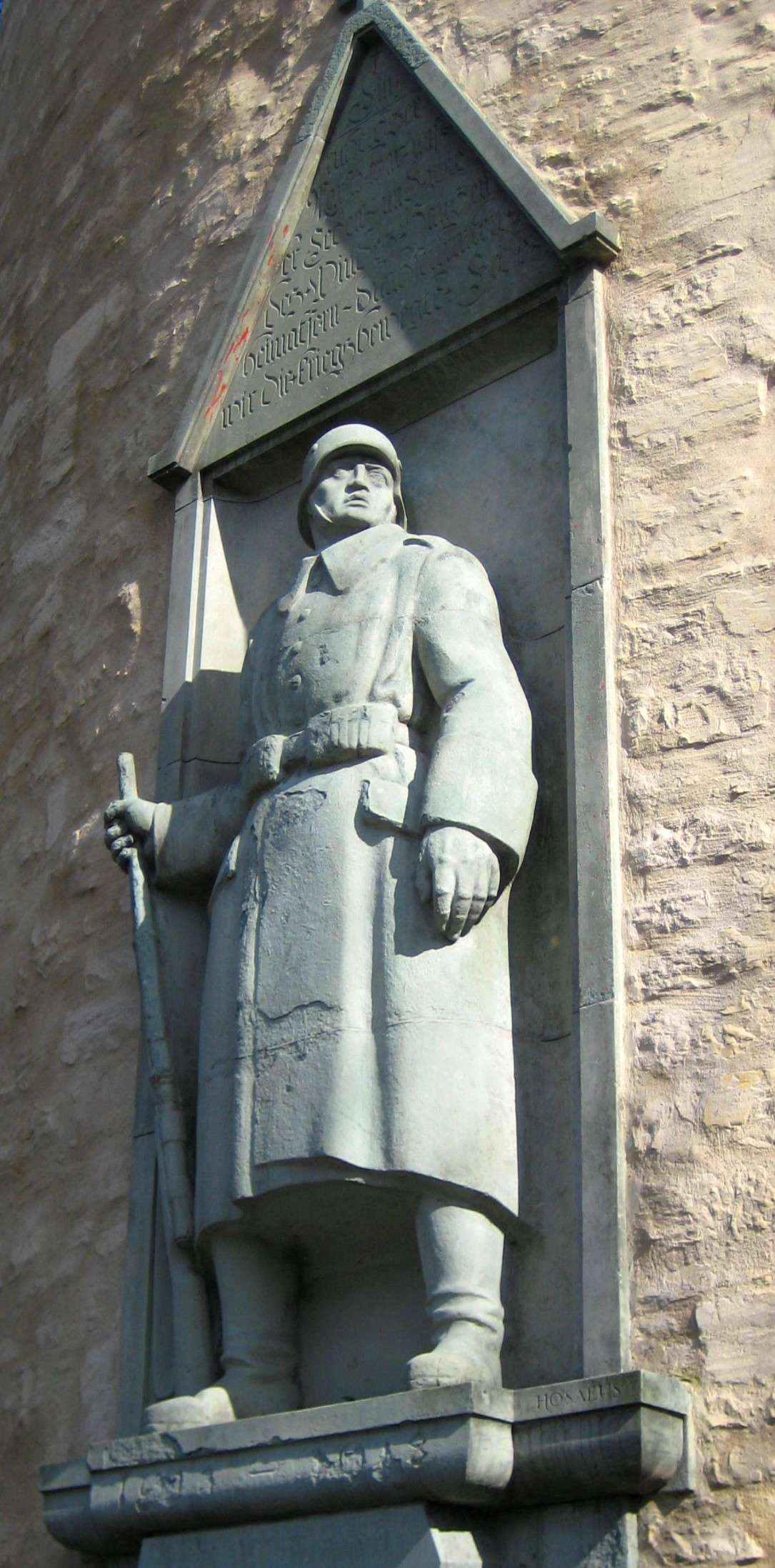
Monument du régiment de la tour Buck à Osnabrück pour les morts de la Première Guerre mondiale

| Grade                 | Nom                          | Date                                                    |
| --------------------- | ---------------------------- | ------------------------------------------------------- |
| Oberst                | Hermann von Wedel (de)       | 30 octobre 1866 au 20 octobre 1869                      |
| Oberst                | Lothar von Lyncker (de)      | 21 octobre 1869 au 21 octobre 1870                      |
| Oberstleutnant        | Peter von Mutius (de)        | 22 octobre au 31 décembre 1870 (chargé de la direction) |
| Oberst                | Lothar von Lyncker           | 1er janvier 1871 au 21 avril 1873                       |
| Oberst                | Friedrich Schulz             | 23 mai 1873 au 15 juin 1874                             |
| Oberst                | Leo von Caprivi              | 16 juin au 14 octobre 1874                              |
| Oberst                | Hermann von der Groeben (de) | 15 octobre 1874 au 11 mars 1881                         |
| Oberst                | Karl von Lengerke (de)       | 12 mars 1881 au 16 octobre 1883                         |
| Oberst                | Theodor von Kameke           | 17 octobre 1883 au 14 février 1885                      |
| Oberst                | Heinrich von Wodtke          | 15 février 1885 au 3 août 1888                          |
| Oberst                | Karl Tuebben                 | 4 août 1888 au 21 mars 1889                             |
| Oberst                | Ferdinand Borell du Vernay   | 22 mars 1889 au 27 juillet 1892                         |
| Oberst                | Alwin Moeller                | 28 juillet 1892 au 13 juillet 1895                      |
| Oberst                | Karl von Grolman             | 14 juillet 1895 au 17 novembre 1897                     |
| Oberst                | Hermann Bennecke             | 18 novembre 1897 au 16 février 1898                     |
| Oberstleutnant/Oberst | Max von Fabeck               | 17 février 1898 au 17 août 1901                         |
| Oberst                | Silvester Jordan             | 18 août 1901 au 17 août 1905                            |
| Oberst                | Ernst von Bacmeister (de)    | 18 août 1905 au 21 mars 1907                            |
| Oberst                | Friedrich von Hugo           | 22 mars 1907 au 20 février 1911                         |
| Oberst                | Thilo von Hanstein           | 21 février 1911 au 24 août 1914                         |
| Oberstleutnant        | Karl Winkelmann              | 25 août au 4 septembre 1914                             |
| Oberstleutnant        | Ralf von Rango               | 15 septembre 1914 au 10 décembre 1915                   |
| Oberstleutnant        | Kurt von Behr                | 11 décembre 1915 au 25 juin 1916                        |
| Oberstleutnant        | Friedrich Karl Spiecker      | 26 juin 1916 bis                                        |
| Major                 | Ostermeyer                   |                                                         |
| Oberst                | Paul Kienitz                 | 1919                                                    |

## Monument
À Osnabrück, un mémorial au régiment est érigé en 1922 sur le Bucksturm, une structure des anciennes fortifications de la ville. Le monument aux morts en pierre d'Anröchte (de) est conçu par Hermann Hosaeus (de) (1875-1958). Le monument et la plaque commémorative sont offerts par les survivants du régiment. La plaque énumère le nombre de morts de ce régiment pendant la Première Guerre mondiale : 120 officiers, 305 sous-officiers et 3 042 hommes de troupe. Les blessés n'y figurent pas.